# Gleccser
A gleccser olyan jégtömeg, amely hóból alakul ki a hegységekben, és a gravitáció hatására lassan csúszik lefelé a jellegzetesen U keresztmetszetű gleccservölgyekben. Ez különbözteti meg a belföldi és tengeri jégtakaróktól (jégpajzsoktól), amelyek a középső részükön felhalmozódó jég nyomásától a szélrózsa minden irányba szétterjedve mozognak. A Föld édesvíztartalékának mintegy 69%-a a jégtakarókban, jóval kisebb része a gleccserekben halmozódott fel. A Földön az óceánok után a jégtakarókban van a legtöbb víz. A sarkvidékeket összefüggő és állandó jégtakaró, azaz jégsapka borítja, nagyrészt meghatározva a Föld éghajlatát, éghajlati öveit.

Perito Moreno-gleccser

## Kialakulása

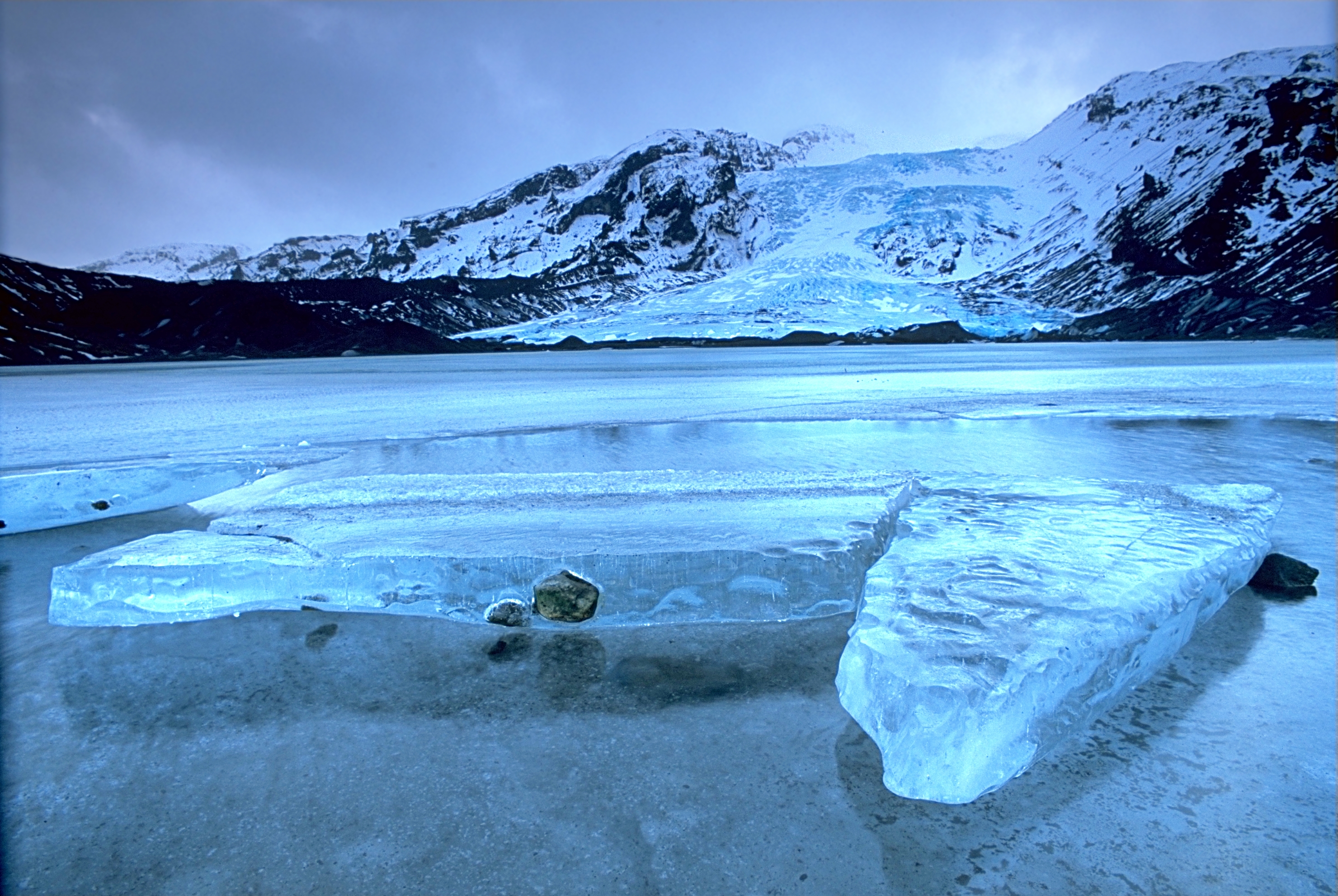
Az izlandi Eyjafjallajökull

Gleccserek a hóhatár feletti csapadékos területeken alakulnak ki (a hóhatár az a magasság, amelyen felül a csapadék mindig hó, és az soha nem olvad el). Ez a határ a földrajzi és éghajlati viszonyok szerint nagyon különböző: az Alpokban kb. 3000 méter, Norvégia északi részén csak 720 méter, középtáján 1010 méter, déli vidékein már 1870 méter, a sarkvidékeken pedig a tenger szintjével van egy magasságban.
[forrás?]
A halmozódó hó (az Alpok magaslataira évi átlagban 10 méternél több hó esik) a lejtőn lefelé mozdul, miközben a hótömeg felülete a napsugarak és a meleg szelek hatására kissé megolvad. A vízcseppek beszivárognak az alsó rétegekbe, ahol kemény szemekké fagynak; ezek egymáshoz tapadva sűrű, kemény tömeggé állnak össze: a hó idővel kemény jeges hóvá alakul. Ez a firn. A jeges hó tovább csúszik lefelé, és közben a nap tovább olvasztja, a hideg pedig újra és újra megfagyasztja. Ennek a ciklusnak és a felső hórétegek nyomásának hatására a jeges hótömeg apránként gleccserjéggé alakul.

## Előfordulása, formái

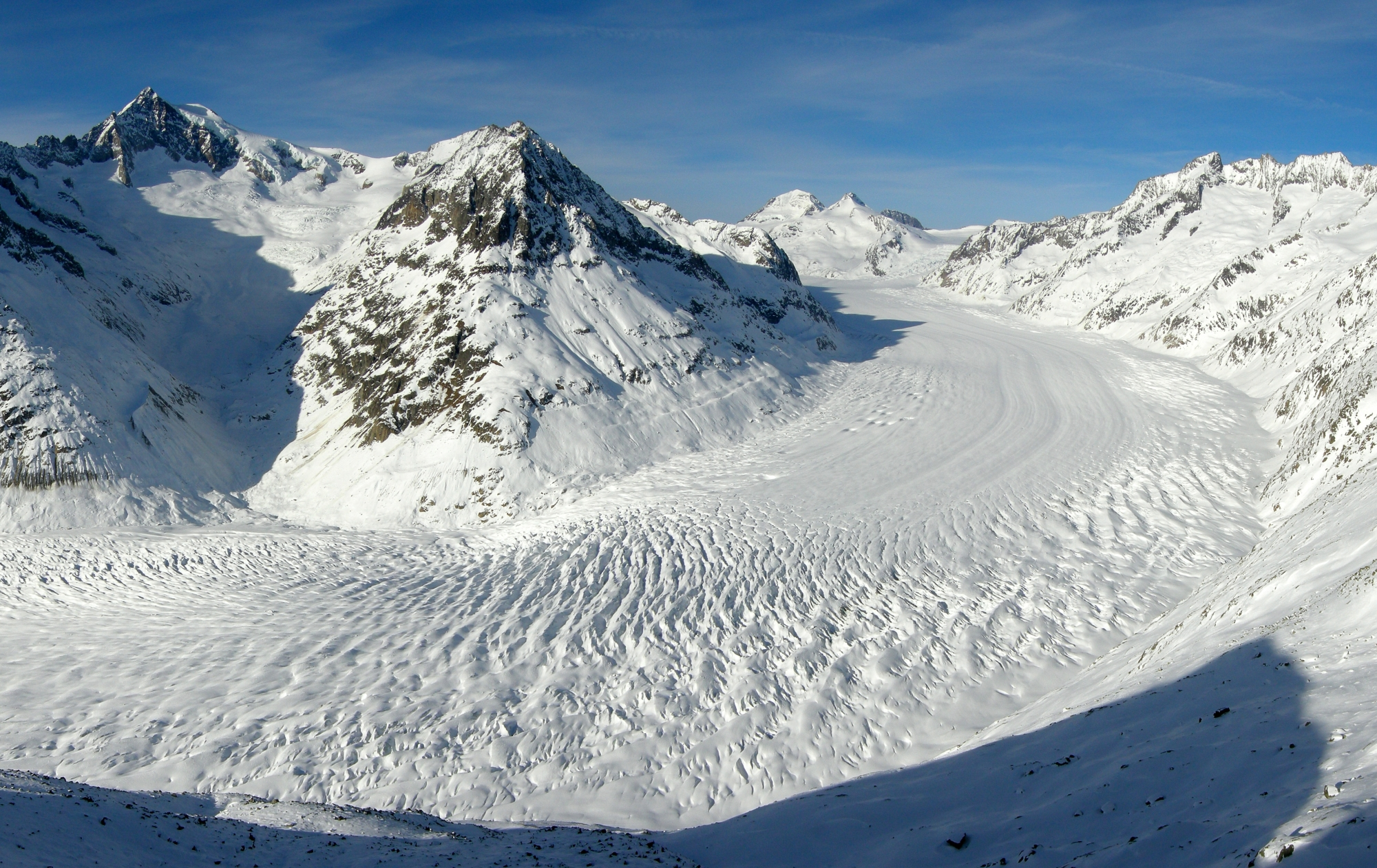
Aletsch-gleccser (Eggishorn, Valais, Svájc)

A gleccser anyagának forrása a firn, amelyet nemcsak jeges hónak, de oromhónak is neveznek. Minél több a firn, annál nagyobb a belőle alakuló gleccser. A gleccser képződéséhez a firnnek valahol fel kell halmozódnia. Ha a firn nagy katlanokban, mélyedésekben — úgynevezett kárfülkékben — halmozódik fel, a belőle kialakuló nagy gleccser messze leér a hóhatár alá; az ilyen gleccser széles és nagyon hosszú. Az ilyen, elsőrendű gleccser jege tömör és nagyon szilárd. Ha a firn lapos, meredek lejtőkön gyűlik össze és alakul jéggé, úgynevezett másodrendű gleccser képződik — ez kisebb és rövidebb. Az ilyen, úgynevezett lógógleccser jege lazább.

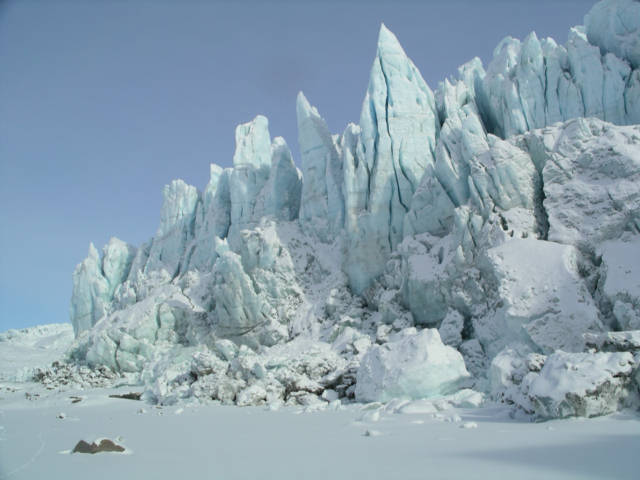
A Russels-gleccser Grönlandon

Az Alpokban körülbelül 2000 gleccser van, közülük mintegy 200 elsőrendű. A nagyobb alpesi gleccserek egy mérföldnél is hosszabbak. Az Alpok legnagyobb gleccserei a Mont Blanc, a Monte Rosa, a Finsteraarhorn és az Ötz-völgy hegycsoportjai körül alakultak ki. Völgyeik szélessége változó, nem egy 1 km-nél is szélesebb. A nagyobb gleccserek tápterülete, ahonnan a jégár a havat és firnt kapja, több mint 5 km²-es, a legnagyobbaké eléri a 40 km²-t. Az Alpokban mintegy 350 km² az eljegesedett terület. A gleccserek szokásos vastagsága egyes becslések szerint 400–500 méter, mások szerint 250 méter körül lehet. Európa szárazföldi részén az Alpokon kívül még a Pireneusokban és Norvégiában (valamint a kontinens keletin határán, a Sarki-Urálban) vannak gleccserek. A Pireneusok gleccserei az Alpokénál lényegesen kisebbek, a legnagyobbak a Garonne völgye és az Ossoue-völgy között vannak. A skandináv gleccserek sem közelítik meg az Alpokéit, a legnagyobb a Lodal-gleccser. Izlandon, a Spitzbergákon és Észak-Amerika sarkvidéki szigetein nemcsak gleccserek vannak, de kisebb jégmezők is. Grönland 90%-át egyetlen hatalmas jégtakaró borítja, amelyről több nagy gleccservölgy indul a tenger felé. A legnagyobb közülük a Humboldt-gleccser, amely torkolatánál 100 km széles és több mint 200 méter vastag.
A Würm-glaciálisban Európa gleccserei a mainál sokkal nagyobbak voltak: az Alpokból délen a Pó völgyéig, északon a Duna völgyéig nyúltak le. Skandináviát összefüggő jégpajzs fedte egészen a Német-lengyel-síkságig. Skandinávia és Brit-szigetek, valamint a Német-lengyel-síkság felülete körülbelül olyan lehetett, mint a mai Grönlandé. A gleccserek holocénben többször is előrenyomultak, illetve visszahúzódtak az éghajlat változásainak megfelelően. Ma többségüknél jól megfigyelhető a kis jégkorszak végére, általában a 19. század első felére kialakult végmoréna, amitől a gleccserek az utóbbi 200 évben visszahúzódtak. Ázsiában a Kaukázus, a Pamír, Kunlun, Tien-san, Karakorum és Himalája hegységekben vannak gleccserek. Dél-Amerikában csak a legmagasabb csúcsokon, valamint az Andok déli végein, Észak-Amerikában a Sierra Nevadában és a Cascade-hegységben, Új-Zélandon a déli sziget hegyvidékén fordulnak elő.

## A gleccser mozgása

Egy jégtömb leszakadása az argentín Spegazzini-gleccser végéről

A gleccserek folyamatosan mozognak, de mozgásuk mintegy 8–10 milliószor lassabb az azonos tömegű vízénél: évenként 60–120 métert tesznek meg lefelé a jég tömegétől és a völgy lejtésétől függően. A jég áramlása nem lamináris; benne turbulenciák is kialakulnak. Felülete csak meredeken és egyenletesen lejtő terepen sima és összefüggő. Ahol völgye laposabb, vagy fenekén akadályokat kell leküzdenie, a jég összetöredezik, benne széles haránthasadékok nyílnak fel. Ahol a völgy kiszélesedik, a jeget hosszirányú hasadékok, a gleccservég felé pedig oldalhasadékok tagolják.
Ahol a völgy hirtelen mélyül, ott a gleccser jege apróbb, nagyobb tuskókra töredezik és jégesések vagy gleccserkaszkádok keletkeznek. Ha két hasadékrendszer kereszteződik, akkor a jégsziklák torony vagy obeliszk módjára felhalmozódnak, feltornyosodnak és úgynevezett jégtűk emelkednek a gleccseren magasba. Ezek sokszor messze elhallatszó dörgés közben omlanak össze. Az Alpok gleccserei a tenger színe fölött átlag 2260 méterig (általában 1500-2000 métert) ereszkednek alá, mert e magasság alatt már egyrészről a Nap melege, a légkör hőmérséklete, de különösen a meleg szelek (főn) annyira hatékonyak, hogy a jég nem marad meg. Erős olvadás kezdődik már rendszerint a hóhatár alatt néhány száz méternyire, míg végül az egész gleccsertömeg elolvad. Az olvadás határa nem állandó, az egyes évek és vidékek klimatikus viszonyai szerint ingadozó. Hideg, nedves években aránylag kevés jég olvad, a gleccser lejjebb kerül a völgyben. Ha azonban a nyár nagyon meleg, akkor túl sok jég olvad el és a gleccser visszahúzódik. Egyes völgyek olyan részei, ahol korábban gleccser volt, egészen mentesek a gleccsertől.
A vizsgálatok azt mutatják, hogy az Alpokban a gleccserek visszahúzódnak, vagyis terjedelmük csökken. Dél-Amerikában a gleccserek legalsó határa  4000–5000 méter, a Himalájában 3400 méter. A gleccser felületén az olvadás következtében keletkező víz vagy azokba a finom repedésekbe szivárog, melyek az egész gleccser tömegét átjárják, vagy pedig apró patakocskák alakjában folyik le a gleccser felületéről addig, amíg valahol nagyobb hasadékra akad. Néha úgynevezett gleccsermalomba folyik, amely olyan üreg a gleccserben, amely egész vastagságán végighalad és helyenként nagy barlangokká szélesedik. Az egész megolvadt víztömeg a gleccser alján összegyűlik, és mint gleccserpatak folyik ki abból. Az a több méter magas jégboltozattal körülvett hely, ahol a gleccserpatak a szabadba kerül, a gleccserkapu. Számos folyó vize gleccserpatakokból ered, így például a Rhône folyó is.

## A gleccser pusztító munkája

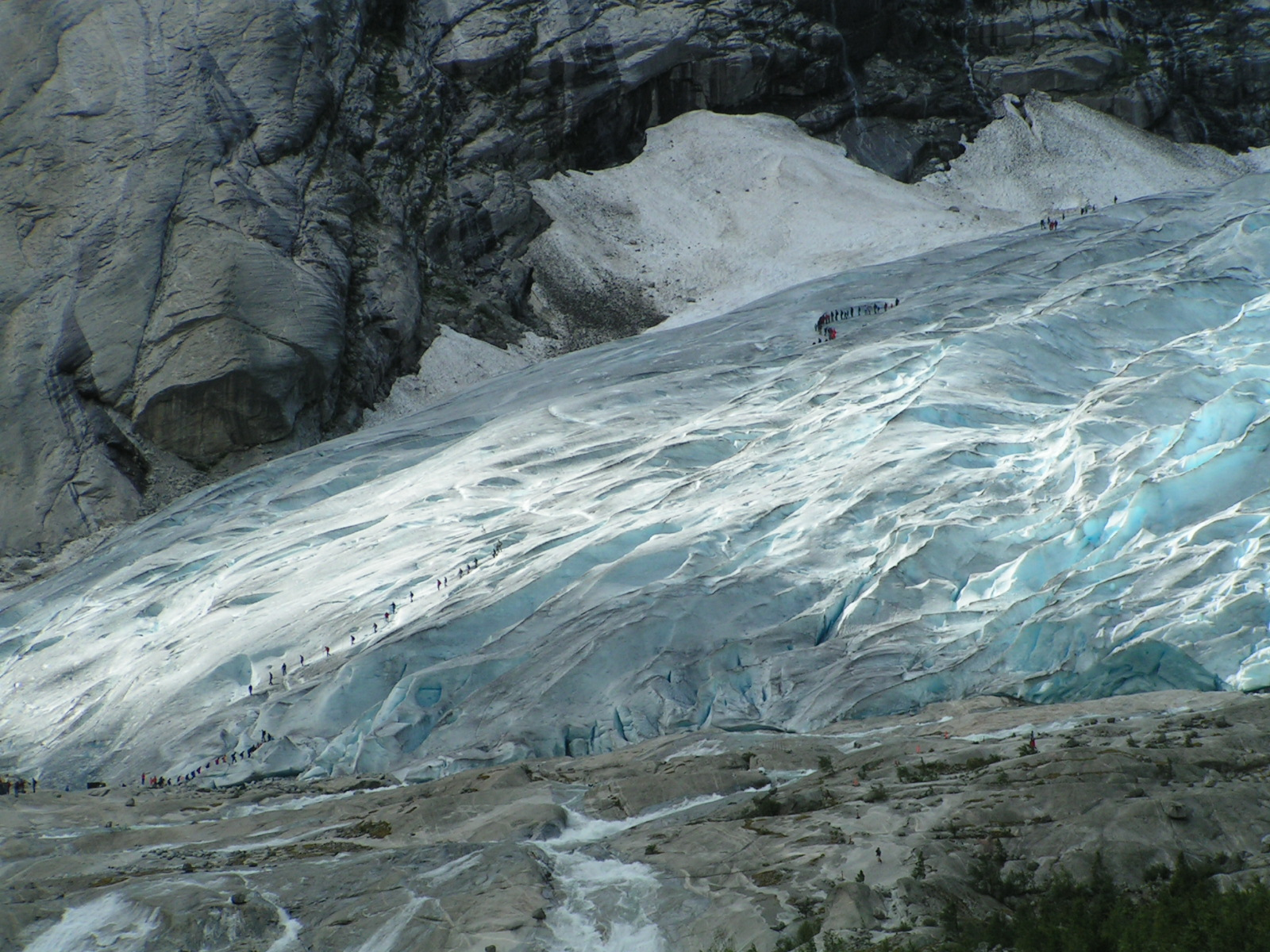
A Nigardsbreen-gleccser Norvégiában

A jégár felületére a szomszédos lejtők omló szikláiból sok, különböző méretű kőtörmelék kerül, közben a gleccser alja is folyamatosan csiszolja-koptatja a völgy talpát. A jégár mozgásával, illetve olvadásával a gyakorlatilag osztályozatlan törmelék laza üledékként hatalmas sáncokban, úgynevezett morénákban halmozódik fel. A morénák fajtáit e felhalmozódás helye szerint különböztetjük meg:
- a gleccservölgy két oldalán, a jégár peremén alakulnak ki az oldalmorénák;

- a gleccser végén kialakuló gát a végmoréna (homlokmoréna).
- a gleccser hossztengelyében rakódik le a középmoréna (guffer-vonal).

Utóbbi anyagának többsége két gleccser összefolyásakor kerül a jég alá.
Nemcsak az anyaga osztályozatlan, de semmilyen szerkezetük sem alakul ki, tehát rétegzésnek sincs nyoma. A kisebb-nagyobb darabok hol élükre hol lapjukra fordulnak. Felületükön gyakoriak az úgynevezett jégkarcok, amelyek a vízből lerakódó üledékekben nem figyelhetők meg. Fentiek értelmében az üledékekben és a belőlük képződött kőzetekben a karcok és a morénák az egykori gleccserek, illetve jégárak jelei.
Egyes helyeken a gleccser felszínén hurcolt nagy kőtuskók megóvják a Nap sugaraitól az alájuk került jeget. Körülöttük azonban megolvad a jég, így egy kőtuskó alatt 2–3 méter magas jégoszlopok is képződhetnek; ezek az úgynevezett gleccserasztalok.

## A gleccserek visszahúzódása

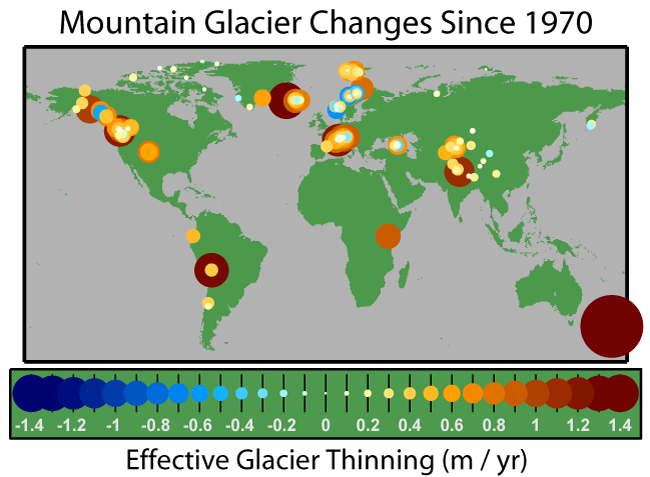
A gleccserek visszahúzódásának, illetve vastagodásának mértéke 1970 óta (méter/év)

1 °C hőmérséklet-emelkedés körülbelül 1 méter jégvisszahúzódást jelent.[forrás?]  Johannes Hans Oerlemans a Science 2005. március 3-i írásában 169 gleccser történetét írja le a 17. századtól napjainkig. Christian Steinbach gleccserkutató eljárása nem vezetett sikerre, miszerint 2004-ben vizet permetezett a hó alá, hogy elősegítse a jégképződést. A svájci Gurschen-gleccsert 2005 tavaszán 3000 négyzetméter vakítóan fehér PVC-habbal fedték le. Négyzetméterenként 20 euró volt a kísérlet ára, ami megtérült, mert nem kellett a közeli síparadicsomhoz havat szállítani.[forrás?] A Zürichi Egyetem 2004-es kimutatása szerint 15 éves periódus alatt (1985-2000) a svájci gleccserek 20%-a elolvadt. (1973-1985) között még csak 1%-os volt a veszteség.[forrás?]